# Albin (keresztnév)
Az Albin férfinév, amely a latin Albinus családnévből ered. Jelentése: fehér. Lehetséges azonban, hogy a germán eredetű Alvin alakváltozatáról van szó. Az Alvin elemeinek jelentése: nemes (vagy: tündér) és barát. Az Albin női párja az Albina. 

## Rokon nevek
Anyakönyvezhető rokon nevei:
- Alvin

## Gyakorisága
Az 1990-es években szórványosan fordult elő. A 2000-es és a 2010-es években nem szerepel a 100 leggyakrabban adott férfinév között.
A teljes népességre vonatkozóan a 2000-es és a 2010-es években az Albin nem szerepelt a 100 leggyakrabban viselt férfinév között.

## Névnapok
- február 5.[2]
- március 1.[2]
- június 22.[2]
- október 26.[2]

## Híres Albinok
„Albin” utónevű személyek szócikkeinek listája a Wikidata alapján